# Southern Uplands

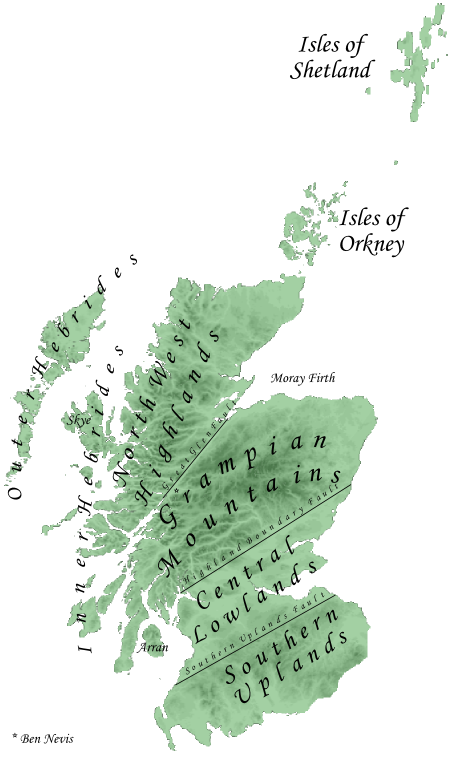
Southern Uplands e altre aree geografiche della Scozia

Le Southern Uplands sono la parte più meridionale delle tre principali aree geografiche della Scozia continentale (le altre due sono le Central Lowlands e le Highlands), lunghe circa 220 km e situate nel sud della Scozia e per una piccola parte nel nord dell'Inghilterra. Il termine è usato sia per descrivere la regione geografica che per riferirsi collettivamente alle varie catene di colline e montagne.
La regione è prevalentemente rurale e agricola. Questi altopiani sono in parte boschivi e contengono molte aree di brughiera aperta. Ospitano una grande varietà di flora e fauna.

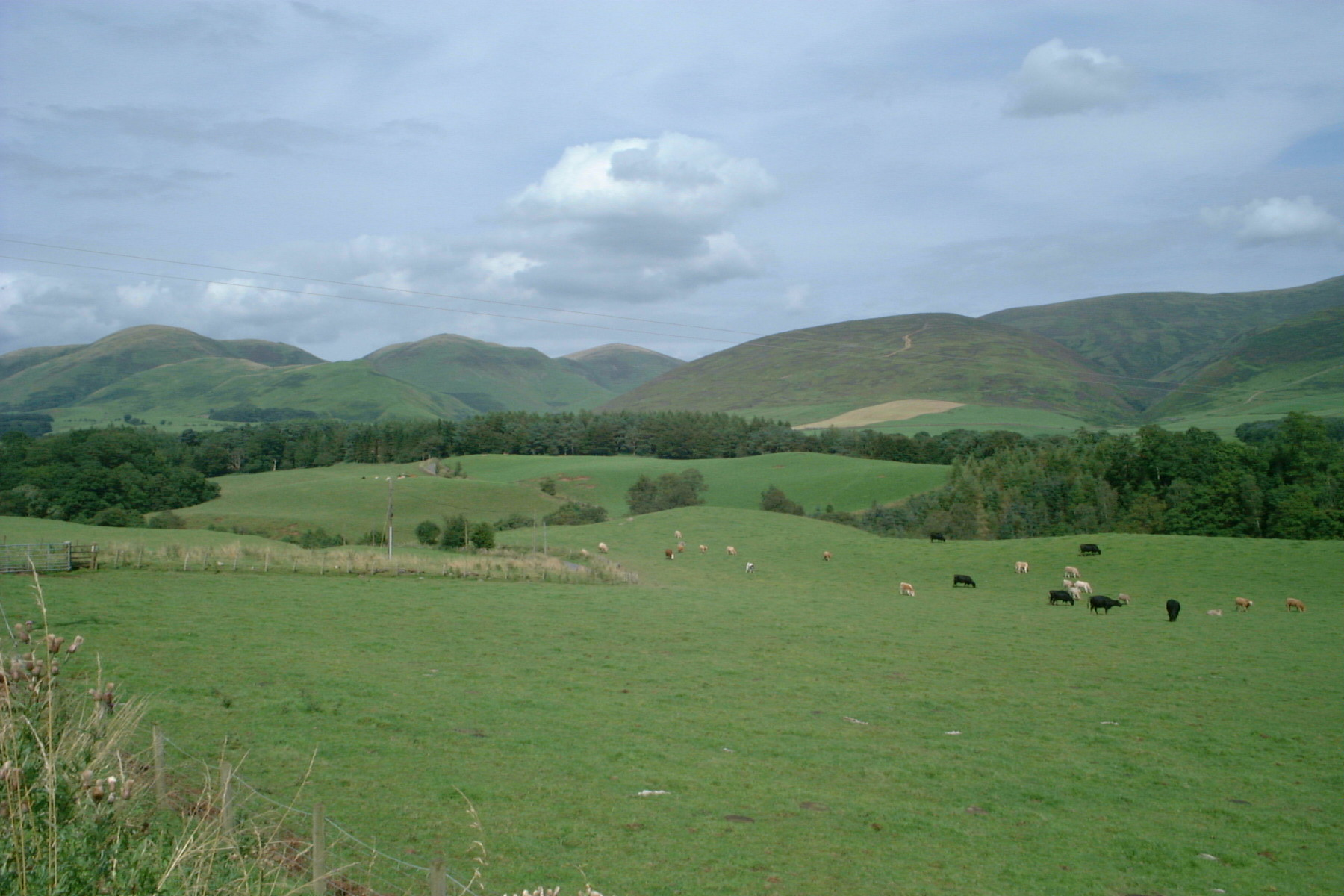
Valle delle Southern Uplands

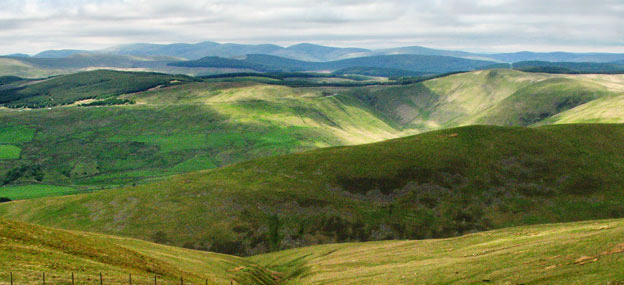
Le Moffat Hills